# Diada de Sant Josep
La diada de Sant Josep, el 19 de març, és el dia en el qual se celebra el dia del pare. Es tracta d'una festa antiga que recentment, per paral·lelisme, ha inspirat la creació d'un dia de la mare que se celebra el primer diumenge de maig.
D'acord amb el cristianisme, Josep és el pare putatiu, o "adoptiu" (el "biològic" seria Déu), de Jesús.
A Catalunya, és tradició aquest dia menjar crema cremada, que per aquest motiu s'anomena també crema de Sant Josep. En canvi, a molts països catòlics el 19 de març, Dia de Sant Josep, és un gran esdeveniment. Sant Josep era el pare de Crist, d'aquí que s'hagi escollit aquest dia per celebrar el Dia del Pare.
A Espanya el dia 19 de març també se celebra el Dia del Pare i és un dia molt important. Es felicita els pares i també les persones que es diuen Josep o Josepa. Aquestes felicitacions a vegades van acompanyades de petits regals, encara que normalment es donen postals i aquest dia se celebra la família.
Al País Valencià és un dia festiu i s'ha de destacar la celebració que es fa a València, on les falles són l'element festiu més destacable. Les falles són monuments o escultures artístiques, satíriques o grotesques sobre qualsevol cosa, persona, esdeveniment, etc., prou desafortunat per cridar l'atenció dels ulls crítics dels fallers. Totes les escultures són cremades la nit de Sant Josep, excepte l'anomenat «ninot indultat», que es lliura de les flames.

## Origen de la celebració

### Primeres referències
Les notícies més antigues de commemoració d'un dia del pare es van trobar a les ruïnes de l'antiga ciutat de Babilònia, fa més de 4.000 anys, quan un jove anomenat Elmesu va modelar en argila una carta per al seu pare, en la qual li desitjava salut i llarga vida.
Les primeres referències fan pensar que el dia del pare modern va sorgir després de l'èxit obtingut per Anna Jarvis amb la promoció del Dia de la Mare el dotze de maig de 1907 a Grafton, Virgínia Occidental als Estats Units.
La primera celebració d'un "Dia del pare" es va dur a terme el 5 de juliol de 1908, a la ciutat de Fairmont, Virgínia Occidental, a l'església metodista episcopal del sud Williams Memorial, ara coneguda com l'Església Metodista Unida central. Grace Golden Clayton estava de dol per la pèrdua del seu pare quan, al desembre de 1907, un accident miner va matar 361 homes, 250 dels quals eren pares, la qual cosa deixà al voltant d'un miler de nens sense pare. Clayton va suggerir al seu pastor Robert Thomas Webb honorar tots aquests pares amb un sermó que els reconegués.
L'esdeveniment de Clayton no va tenir repercussions fora del Fairmont per diverses raons, entre les quals: la ciutat es va veure aclaparada per altres esdeveniments i la celebració mai va ser promoguda fora de la ciutat en si i no es va publicar aquell sermó.
El 1910, es va celebrar un dia del pare a Spokane, Washington, la promotora del qual fou Sonora Smart Dodd, el 19 de març d'aquell mateix any El seu pare fou el veterà de la guerra civil americana William Jackson Smart que va criar els seus sis fills sol. Després d'escoltar un sermó sobre el Dia de la Mare de Jarvis el 1909 a l'església episcopal metodista central, va dir al seu pastor que els pares haurien de ser honorats de manera similar, tot i que inicialment va suggerir que fos dia 5 de juny, l'aniversari del seu pare. El pastor, emperò, no va tenir prou temps per preparar els sermons i la celebració es va ajornar fins al tercer diumenge de juny. Diversos clergues locals van acceptar la idea i el 19 de juny de 1910 fou el primer dia del Pare, en el qual es van presentar sermons honorant els pares per tota la ciutat.
El 1972, el president dels Estats Units Richard Nixon va fer oficial a tot el país la festivitat del dia del pare.

### La celebració a Catalunya
La tradició a Catalunya, igual que a la resta de la península, està documentada a partir de 1948, quan Manuela Vicente Ferrero, coneguda pel pseudònim literari "Nely" i mestra en la Dehesa de la Villa, Madrid, va decidir celebrar a la seva escola una jornada festiva per complimentar els pares dels alumnes. La idea va sorgir a petició expressa d'alguns pares que volien una celebració semblant a la del Dia de la Mare. Aquella primera jornada en honor dels pares incloïa missa, lliurament d'obsequis elaborats manualment pels infants i un festival infantil amb poesies, balls i teatre. Les seves conviccions religioses la van portar a pensar en la idoneïtat de triar la data de l'onomàstica de Sant Josep, considerant model de pare i cap de la família cristiana.
La idea va prosperar i la mestra va difondre la seva iniciativa a l'any següent a través de les pàgines de "El Correo de Zamora" i el "Magisterio Español". Durant una entrevista al programa de Radio Nacional de España titulat "Última hora de actualidad", va explicar, personalment als oients, la història d'aquest "Dia". La idea de Vicente Ferrero va ser acollida pel llavors director gerent de Galerias Preciados, José Fernández Rodríguez, qui en 1953 va propagar la idea amb una campanya en premsa i ràdio. Més tard es va sumar un empresari competidor, Ramón Areces Rodríguez, director gerent d'El Corte Inglés.
A més de Dia del Pare, el Dia Internacional dels homes se celebra a molts països el 19 de novembre per tots els homes amb independència de si són o no pares.

## Dia del pare al món
La diada del dia del pare se celebra en diferents dates als diferents països. La següent taula recull algunes d'aquestes dates.
| Calendari gregorià                  | Calendari gregorià                                       | Calendari gregorià | Calendari gregorià | Calendari gregorià | Calendari gregorià |
| Data                                | Data                                                     | País | País | País | País |
| ----------------------------------- | -------------------------------------------------------- | --- | --- | --- | --- |
| 23 de febrer                        | 23 de febrer                                             | Rússia День защитника Отечества (Dia del Defensor de la Pàtria)* | Rússia День защитника Отечества (Dia del Defensor de la Pàtria)* | Rússia День защитника Отечества (Dia del Defensor de la Pàtria)* | Rússia День защитника Отечества (Dia del Defensor de la Pàtria)* |
| 19 de març                          | 19 de març                                               | Marroc (يوم الأب) · Andorra (Dia del Pare) · Bèlgica (Anvers) · Bolívia · Croàcia · Espanya (Día del Padre) · Hondures · Itàlia (Festa del Papà) · Liechtenstein · Moçambic (Dia do Pai) · Portugal (Dia do Pai) · Suïssa (Cantó de Ticino) · | Marroc (يوم الأب) · Andorra (Dia del Pare) · Bèlgica (Anvers) · Bolívia · Croàcia · Espanya (Día del Padre) · Hondures · Itàlia (Festa del Papà) · Liechtenstein · Moçambic (Dia do Pai) · Portugal (Dia do Pai) · Suïssa (Cantó de Ticino) · | Marroc (يوم الأب) · Andorra (Dia del Pare) · Bèlgica (Anvers) · Bolívia · Croàcia · Espanya (Día del Padre) · Hondures · Itàlia (Festa del Papà) · Liechtenstein · Moçambic (Dia do Pai) · Portugal (Dia do Pai) · Suïssa (Cantó de Ticino) · | Marroc (يوم الأب) · Andorra (Dia del Pare) · Bèlgica (Anvers) · Bolívia · Croàcia · Espanya (Día del Padre) · Hondures · Itàlia (Festa del Papà) · Liechtenstein · Moçambic (Dia do Pai) · Portugal (Dia do Pai) · Suïssa (Cantó de Ticino) · |
| 8 de maig                           | 8 de maig                                                | Corea del Sud (Parents' Day) | Corea del Sud (Parents' Day) | Corea del Sud (Parents' Day) | Corea del Sud (Parents' Day) |
| Segon diumenge de maig              | 12 de maig de 2024 11 de maig de 2025 10 de maig de 2026 | Romania (Ziua Tatalui) | Romania (Ziua Tatalui) | Romania (Ziua Tatalui) | Romania (Ziua Tatalui) |
| Tercer diumenge de maig             | 19 de maig de 2024 18 de maig de 2025 17 de maig de 2026 | Tonga | Tonga | Tonga | Tonga |
| Dia de la Ascensió                  | Quaranta dies després de la Pasqua                       | Alemanya | Alemanya | Alemanya | Alemanya |
| Primer diumenge de juny             | 2 de juny de 2024 1 de juny de 2025 7 de juny de 2026    | Lituània (Tevo diena) · Suïssa | Lituània (Tevo diena) · Suïssa | Lituània (Tevo diena) · Suïssa | Lituània (Tevo diena) · Suïssa |
| 5 de juny                           |                                                          | Dinamarca (també Dia de la Constitució) | Dinamarca (també Dia de la Constitució) | Dinamarca (també Dia de la Constitució) | Dinamarca (també Dia de la Constitució) |
| Segon diumenge de juny              | 8 de juny de 2014                                        | Àustria · Bèlgica | Àustria · Bèlgica | Àustria · Bèlgica | Àustria · Bèlgica |
| Tercer diumenge de juny             | 15 de juny de 2024 21 de juny de 2025 19 de juny de 2026 | Afganistan · Albània · Antigua i Barbuda · Argentina · Aruba · Bahames · Bahrain · Bangladesh · Barbados · Belize · Bermuda · Brunei · Canadà · Cambodja · Xile · Xina** · Colòmbia · Veneçuela Costa Rica                                    | Cuba · Curaçao · Xipre · República Txeca · Dominica · Equador · Etiòpia · França · Ghana · Grècia · Guyana · Hong Kong · Hongria · Índia · Irlanda · Jamaica · Japó · Kenya · Kosovo                                                          | Kuwait · Laos · Macau · Madagascar · Malàisia · Malta · Maurici · Mèxic · Moçambic · (19 de març) Myanmar · Namíbia · Països Baixos · Perú · Nigèria · Oman · Pakistan · Panamà · Paraguai · Perú · Filipines                                 | Puerto Rico · Qatar · Saint Lucia · Saint Vincent i les Grenadines · Singapur · Eslovàquia · Sud-àfrica · Sri Lanka · Surinam · Trinitat i Tobago · Tunísia · Turquia · Regne Unit · Estats Units · Veneçuela · Vietnam · Zàmbia · Zimbàbue   |
| 17 de juny                          |                                                          | El Salvador | Guatemala | Guatemala | Guatemala |
| 21 de juny (Primer dia d'Estiu)     |                                                          | · Egipte · Jordània · Palestina · Síria · Uganda | · Egipte · Jordània · Palestina · Síria · Uganda | · Egipte · Jordània · Palestina · Síria · Uganda | · Egipte · Jordània · Palestina · Síria · Uganda |
| 23 de juny                          |                                                          | Nicaragua | Polònia | Polònia | Polònia |
| Darrer diumenge de juny             | 29 de juny                                               | Haití · | Haití · | Haití · | Haití · |
| Segon diumenge de juliol            |                                                          | Uruguai | Uruguai | Uruguai | Uruguai |
| Darrer diumenge de juliol           |                                                          | República Dominicana | República Dominicana | República Dominicana | República Dominicana |
| 8 d'agost                           |                                                          | Taiwan | Taiwan | Taiwan | Taiwan |
| Segon diumenge d'agost              |                                                          | Brasil · Samoa | Brasil · Samoa | Brasil · Samoa | Brasil · Samoa |
| Primer diumenge de setembre         |                                                          | Austràlia · Fiji · | Nova Zelanda · Papua Nova Guinea | Nova Zelanda · Papua Nova Guinea | Nova Zelanda · Papua Nova Guinea |
| Segon diumenge de setembre          |                                                          | Letònia | Letònia | Letònia | Letònia |
| Tercer diumenge de setembre         |                                                          | Ucraïna | Ucraïna | Ucraïna | Ucraïna |
| Primer diumenge d'octubre           |                                                          | Luxemburg | Luxemburg | Luxemburg | Luxemburg |
| Segon diumenge de novembre          |                                                          | Estònia (Isadepäev) · Finlàndia (Isänpäivä) · | Noruega · Suècia | Noruega · Suècia | Noruega · Suècia |
| 12 de novembre                      |                                                          | Indonèsia | Indonèsia | Indonèsia | Indonèsia |
| 5 de desembre                       |                                                          | Tailàndia (Aniversari del Rei Bhumibol) | Tailàndia (Aniversari del Rei Bhumibol) | Tailàndia (Aniversari del Rei Bhumibol) | Tailàndia (Aniversari del Rei Bhumibol) |
| 26 de desembre                      |                                                          | Bulgària | Bulgària | Bulgària | Bulgària |
| Calendari hindú                     |                                                          | | | | |
| Definició                           | Dates                                                    | País/territori | País/territori | País/territori | País/territori |
| Bhadrapada Amavasya (Gokarna Aunsi) | Entre el 30 d'agost i el 30 de setembre                  | Nepal | Nepal | Nepal | Nepal |
| Calendari islàmic                   |                                                          | | | | |
| Ocurrència                          | Dates                                                    | País/territori | País/territori | País/territori | País/territori |
| 13 Ràjab                            | 16 de juny                                               | Iran · Somàlia · Sudan · Mauritània | Iran · Somàlia · Sudan · Mauritània | Iran · Somàlia · Sudan · Mauritània | Iran · Somàlia · Sudan · Mauritània |